# José Alejandro Llanas Alba
José Alejandro Llanas Alba (n. Río Bravo, Tamaulipas; 24 de junio de 1978) es un político mexicano miembro del Partido Acción Nacional y actual diputado federal en la LXII Legislatura

## Trayectoria
Alejandro Llanas estudió la carrera de Licenciado en Derecho en la Universidad México Americana del Norte. Es miembro activo del PAN desde 2003 y en 2011 fue regidor en Río Bravo, Tamaulipas, presidiendo la Comisión de Educación.

### Diputado federal
El 1 de julio de 2012 se convirtió en diputado federal electo del III Distrito Electoral Federal de Tamaulipas por el PAN, obteniendo el 35.45% de los votos.
En la LXII Legislatura es integrante de la Comisión de Defensa Nacional, de la Comisión de Desarrollo Social, así como Secretario de la Comisión de Vivienda. También es integrante de la Comisión de la Cuenca de Burgos.
El 13 de septiembre de 2012 propuso ante la Cámara de Diputados la creación de la Cuenca de Burgos y aprovechamiento del carbón mineral la cual se dedicaría a dar seguimiento a las acciones de Petróleos Mexicanos en la extracción de gas natural de la mencionada región.